# Palacio de la Generala

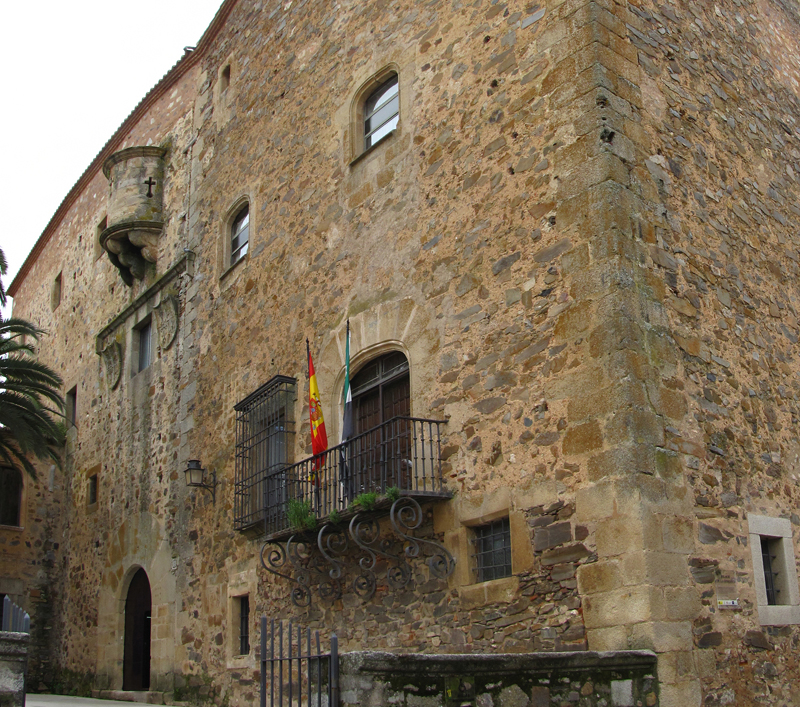
Palacio de la Generala.

El palacio de la Generala es un edificio de estilo gótico situado en la plaza de Caldereros en el interior del recinto monumental de la ciudad de Cáceres (Extremadura, España).
Se trata de una casa fuerte que en su momento fue la casa solariega de la familia Monroy. Debe su nombre a que durante el siglo XVIII residió y fue dueña de la misma María Josefa de Ovando, marquesa de Camarena la Vieja, que estaba casada con el general del ejército Antonio Vicente de Arce, natural de Brozas, (Cáceres).
Su construcción se llevó a cabo en la segunda mitad del siglo XV, sufriendo a lo largo de la historia diferentes reformas que la dotaron de su aspecto actual. En la actualidad es propiedad de la Universidad de Extremadura que ubica en él, junto con la casa de los Ribera, situada en la misma plaza de Caldereros, su rectorado en su sede de Cáceres. En el pasado hizo las veces de la facultad de Derecho de la misma universidad.

## Conservación y protección
El edificio se encuentra protegido por la legislación española que ordena su conservación, en concreto la bajo la Declaración genérica del Decreto de 22 de abril de 1949, así como bajo la Ley 16/1985 sobre el Patrimonio Histórico Español.